# Badminton na Letnich Igrzyskach Olimpijskich 2024
Badminton na Letnich Igrzyskach Olimpijskich 2024 – jedna z dyscyplin rozgrywanych podczas Letnich Igrzysk Olimpijskich 2024 w Paryżu. Turnieje badmintona zostały rozegrane w dniach 27 lipca – 5 sierpnia 2024 roku w hali Arena Porte de la Chapelle.
W rywalizacji wzięło udział 172 sportowców, którzy uczestniczyli w 5 konkurencjach (męski singiel, męski debel, kobiecy singiel, kobiecy debel oraz mikst).

## Medaliści
| Konkurencja     | Złoto                                   | Srebro                                     | Brąz                                    |
| Singel mężczyzn | Viktor Axelsen                          | Kunlavut Vitidsarn                         | Lee Zii Jia                             |
| Singel kobiet   | An Se-young                             | He Bingjiao                                | Gregoria Mariska Tunjung                |
| Debel mężczyzn  | Chińskie Tajpej Lee Yang · Wang Chi-lin | Chiny Liang Weikeng · Wang Chang           | Malezja Aaron Chia · Soh Wooi Yik       |
| Debel kobiet    | Chiny Chen Qingchen · Jia Yifan         | Chiny Liu Shengshu · Tan Ning              | Japonia Nami Matsuyama · Chiharu Shida  |
| Mikst           | Chiny Zheng Siwei · Huang Yaqiong       | Korea Południowa Kim Won-ho · Jeong Na-eun | Japonia Yūta Watanabe · Arisa Higashino |

## Tabela medalowa
| Miejsce | Reprezentacja            | Złoto | Srebro | Brąz | Razem |
| ------- | ------------------------ | ----- | ------ | ---- | ----- |
| 1       | Chińska Republika Ludowa | 2     | 3      | 0    | 5     |
| 2       | Korea Południowa         | 1     | 1      | 0    | 2     |
| 3       | Chińskie Tajpej          | 1     | 0      | 0    | 1     |
| 3       | Dania                    | 1     | 0      | 0    | 1     |
| 5       | Tajlandia                | 0     | 1      | 0    | 1     |
| 6       | Japonia                  | 0     | 0      | 2    | 2     |
| 6       | Malezja                  | 0     | 0      | 2    | 2     |
| 8       | Indonezja                | 0     | 0      | 1    | 1     |
| Razem   | Razem                    | 5     | 5      | 5    | 15    |